# لوزو
لوزو، روستایی از توابع بخش مرکزی شهرستان خنج در استان فارس ایران است.

## جمعیت
این روستا در دهستان سیف‌آباد قرار دارد و بر اساس سرشماری مرکز آمار ایران در سال ۱۳۸۵، جمعیت آن ۹ نفر (۴ خانوار) بوده‌است.